# Popobawa
Popobawa, ou Popo Bawa, est le nom d'un mauvais esprit ou shetani en langue swahili (au pluriel mashetani). Il serait apparu aux habitants de Zanzibar pour la première fois sur l'île de Pemba en Tanzanie. En 1995, elle a fait l'objet d'une importante flambée d'hystérie de masse ou de panique qui s'est propagée de Pemba à Unguja, l'île principale de Zanzibar  archipel, et à travers Dar es Salaam et d'autres centres urbains sur la côte de l'Afrique de l'Est.

## Signification du nom
Popobawa est un nom  swahili qui se traduit littéralement par "aile de chauve-souris" (du swahili  popo , "chauve-souris", et  bawa , "aile "). Ce nom aurait pour origine une description de l'ombre sombre projetée par l'esprit lorsqu'il attaque la nuit: il ne fait pas référence à la forme réelle de l'esprit, qui est susceptible de changer. Les locuteurs du swahili utilisent également une forme plurielle du nom - `` mapopobawa  - pour désigner les multiples manifestations de l'esprit redouté. Ce pluriel est anglicisé comme "Popobawas".

## Description et comportement
Popobawa est un métamorphe et décrit comme prenant différentes formes, pas seulement celle d'une chauve-souris comme son nom l'indique. Il peut prendre une forme humaine ou animale et se métamorphoser de l'un à l'autre. Popobawa visite généralement les propriétés familiales la nuit, mais peut également être vu pendant la journée. Elle est parfois associée à la présence d'une odeur de soufre, mais ce n'est pas toujours le cas. Popobawa attaque des hommes, des femmes et des enfants, et peut attaquer tous les membres d'un ménage, avant de passer dans une autre maison du quartier. Ses attaques nocturnes peuvent comprendre  l'agression sexuelle et la sodomie des hommes et des femmes.
Les victimes sont souvent invitées à dire aux autres qu'elles ont été agressées et sont menacées de visites répétées de Popobawa si elles ne le font pas. Pendant les paniques de Popobawa, de nombreuses personnes essaient de se prémunir contre les attaques en passant la nuit éveillée devant leurs maisons, souvent blotties autour d'un feu ouvert avec d'autres membres de la famille et les voisins. Les paniques se produisent le plus souvent à Zanzibar, partout l'île de Pemba et au nord et à l'ouest de l'île d'Unguja, y compris Zanzibar City. Des épisodes ont également été signalés à Dar es Salaam et dans d'autres villes de la côte continentale de Tanzanie.

## Dans la culture populaire
- L'une des histoires de `` Dark Moons Rising on a Starless Night  de Mame Bougouma Diene [5] s'articule autour du popobawa.
- 2018 : Mara (film), le Popobawa est cité.